# تيكومة وردية الأوراق
تيكومة وردية الأوراق (الاسم العلمي:Tecoma rosifolia) هي نوع من النباتات يتبع جنس التيكومة من الفصيلة البنيونية.